# Khu vực hai của nền kinh tế
Khu vực thứ hai của nền kinh tế bao gồm các ngành kinh tế sản xuất ra những sản phẩm cuối cùng và có thể sử dụng được.

## Khái niệm
Theo cách phân loại cổ điển về các ngành kinh tế của Colin Grant Clark thì khu vực thứ hai của nền kinh tế sử dụng những đầu vào là sản phẩm của khu vực thứ nhất để gia công, chế biến thành những sản phẩm hoàn chính và phù hợp cho người tiêu dùng và các xí nghiệp sử dụng (để gia công, chế biến nữa). Nòng cốt của khu vực thứ hai là các ngành chế tạo và xây dựng.
Tuy nhiên, hiện nay, khái niệm khu vực thứ hai của nền kinh tế ở mỗi quốc gia một khác và có thể không hoàn toàn giống cách phân loại của Clark. Có quốc gia gộp cả ngành khai thác khoáng sản vào khu vực thứ hai này. Lại có quốc gia đưa ngành sản xuất điện, nước, khí đốt vào khu vực thứ ba
| (01) Trung Quốc                                                                         | 4.922 |
| (02) Hoa Kỳ                                                                             | 3.752 |
| (03) Nhật Bản                                                                           | 1.164 |
| (04) Đức                                                                                | 1.016 |
| (05) Anh Quốc                                                                           | 588   |
| (06) Ấn Độ                                                                              | 559   |
| (07) Hàn Quốc                                                                           | 555   |
| (08) Pháp                                                                               | 479   |
| (09) Ý                                                                                  | 456   |
| (10) Brasil                                                                             | 453   |
| (11) México                                                                             | 448   |
| (12) Canada                                                                             | 440   |
| (13) Nga                                                                                | 427   |
| (14) Indonesia                                                                          | 408   |
| (15) Ả Rập Xê Út                                                                        | 387   |
| (16) Úc                                                                                 | 362   |
| (17) Tây Ban Nha                                                                        | 312   |
| (18) UAE                                                                                | 214   |
| (19) Thổ Nhĩ Kỳ                                                                         | 202   |
| (20) Thụy Sĩ                                                                            | 184   |
| 20 quốc gia có sản lượng công nghiệp lớn nhất năm 2015, theo IMF và CIA World Factbook. |       |